# ريج هاميلتون
ريج هاميلتون هو لاعب هوكي الجليد كندي، ولد في 29 أبريل 1914 في تورونتو في كندا، وتوفي في 12 يونيو 1991.

## وصلات خارجية
- ريج هاميلتون على موقع دوري الهوكي الوطني (الإنجليزية)
- ريج هاميلتون على موقع EliteProspects.com (الإنجليزية)
- ريج هاميلتون على موقع HockeyDB.com (الإنجليزية)
- ريج هاميلتون على موقع Hockey-Reference.com (الإنجليزية)